# Bataille de Velasco
La bataille de Velasco eut lieu le 26 juin 1832 et opposa les colons rebelles du Texas à la République du Mexique, avant la révolution texane. Le commandant mexicain Domingo de Ugartechea (en) essaya d'empêcher les Texans de transporter des canons vers la ville d'Anahuac. Les Texans étaient menées par l'alcade de Brazoria John Austin (en) et Henry Smith. Ugartechea se rendit après trois jours de combats. La bataille fit 8 à 10 morts du côté texan et cinq morts du côté mexicain.